# Блок питания компьютера

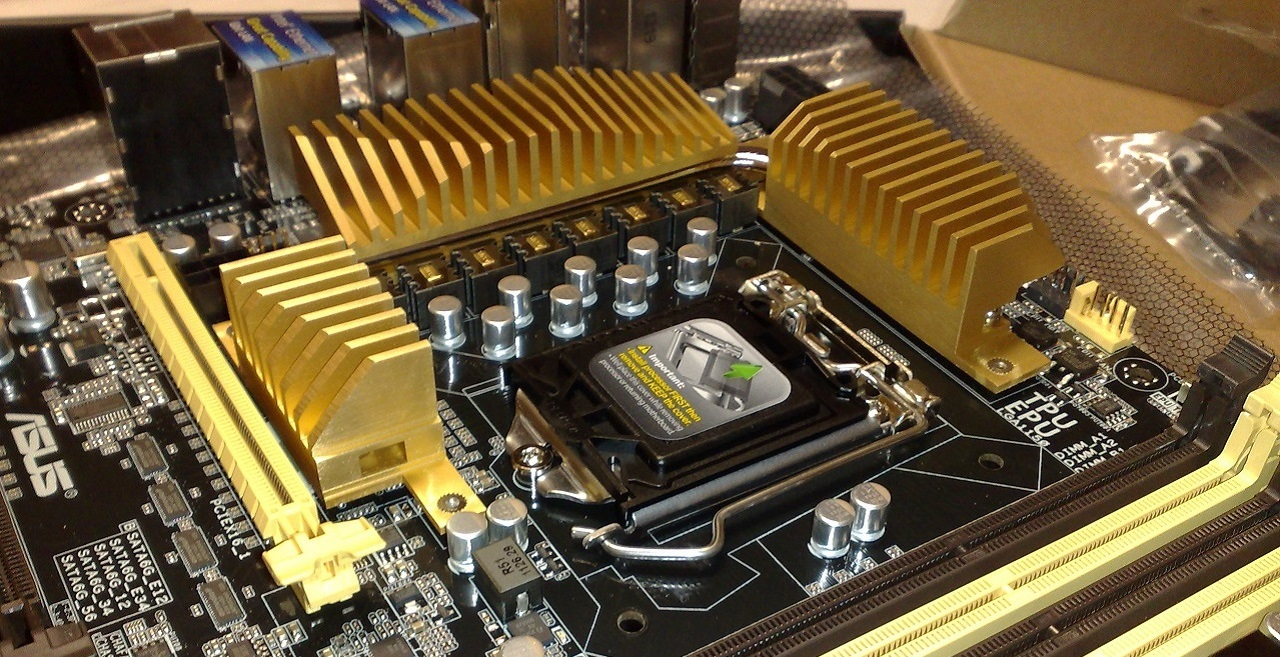
DC-DC преобразователь питания ядра центрального процессора, частично закрыт радиаторами охлаждения

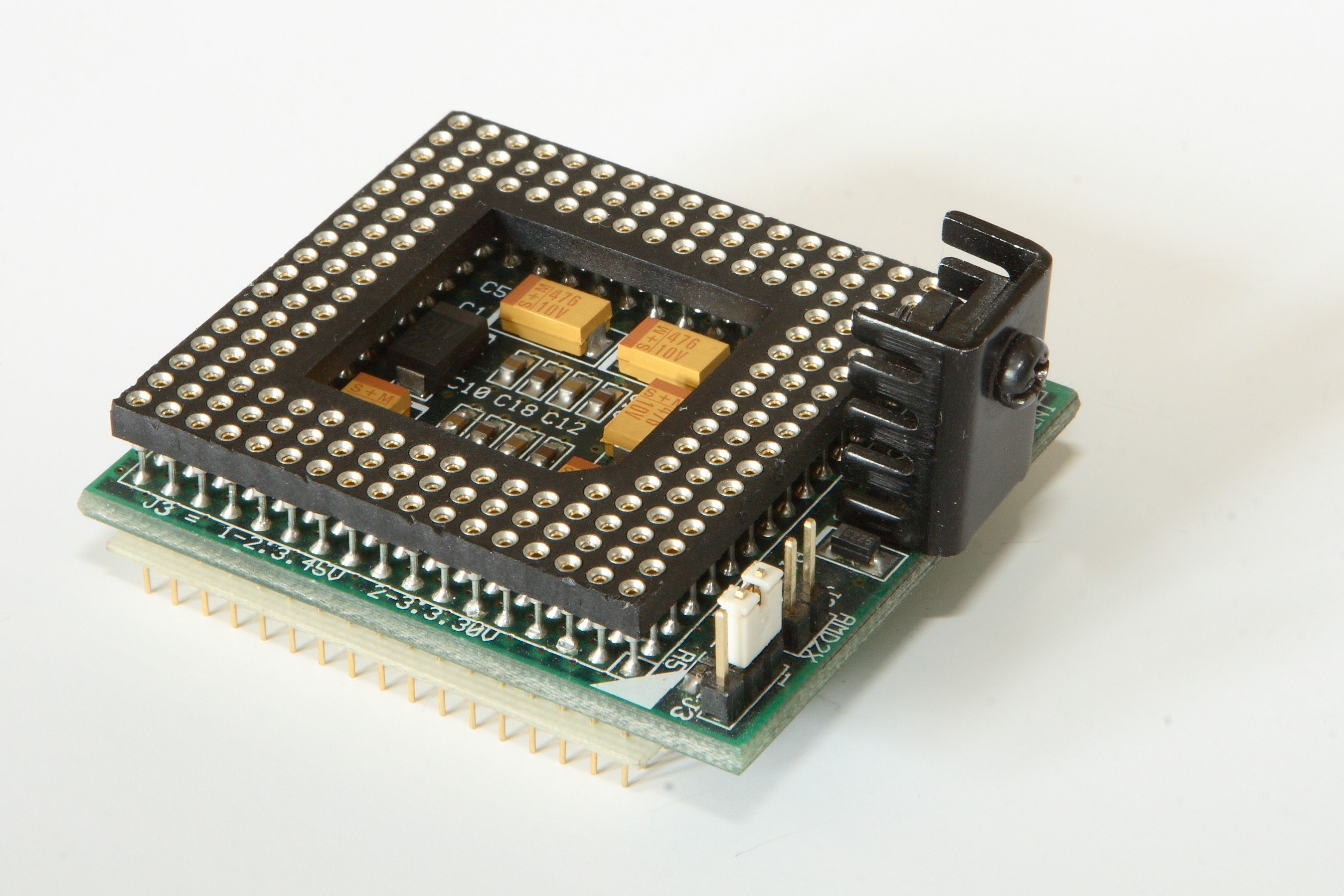
Модуль-переходник для установки процессора 80486DX4 с преобразователем напряжения в 3,3 вольта из 5

Встроенный источник электропитания компьютера — устройство, предназначенное для преобразования напряжения переменного тока от сети в напряжение постоянного тока с целью питания компьютера или компьютер-сервера.
В некоторой степени блок питания также выполняет функции стабилизации и защиты от незначительных помех питающего напряжения.
Также, как компонент, занимающий значительную часть внутри корпуса компьютера, несёт в своём составе (либо монтируемые на корпусе БП) компоненты охлаждения частей внутри корпуса компьютера.

## Описание
Стандарт персонального компьютера (PC-совместимый), согласно спецификации разных лет, должен был обеспечивать выходные напряжения ±5 / ±12 / +3,3 вольт, а также +5 вольт дежурного режима (+5VSB).
- Основными силовыми цепями компьютеров периодически являлись линии напряжения +3,3, +5 и +12 В. Традиционно, чем выше напряжение в линии, тем большая мощность передаётся по данным цепям.
- Отрицательные напряжения питания (−5 и −12 В) допускали небольшие токи и в современных материнских платах в настоящее время не используются.
  - Напряжение −5 В использовалось только интерфейсом ISA на материнской плате. Для обеспечения −5 В постоянного тока в ATX и ATX12V версии до 1.2 использовался контакт 20 и белый провод. Это напряжение (а также контакт и провод) не является обязательным уже в версии 1.2 и полностью отсутствует в версиях 1.3 и старше.
  - Напряжение −12 В необходимо лишь для полной реализации стандарта последовательного интерфейса RS-232 с использованием микросхем без встроенного инвертора и умножителя напряжения, поэтому также часто отсутствует.
- Напряжение +12 В используется для питания наиболее мощных потребителей. Разделение питающих напряжений на 12 и 5 вольт целесообразно как для снижения токов по печатным проводникам плат, так и для снижения потерь энергии на выходных выпрямительных диодах блока питания.
- Напряжения ±5, +12, +3,3 В дежурного режима используются материнской платой.
- Для жёстких дисков, оптических приводов, вентиляторов используются напряжения +5 и +12 В.
- Наиболее мощные потребители энергии (такие, как видеокарта, центральный процессор, северный мост) подключаются через размещённые на материнской плате или на видеокарте вторичные преобразователи с питанием от цепей как +5 В, так и +12 В.
- Напряжение +3,3 В в блоке питания формируется из напряжения +5 В, а потому существует ограничение суммарной потребляемой мощности по ±5 и +3,3 В.
- Напряжение на модулях памяти имеет стойкую тенденцию к уменьшению и для DDR4 SDRAM снизилось до 1,2 вольта.

В большинстве случаев, для компьютера в рассматриваемом примере, используется импульсный блок питания, выполненный по полумостовой (двухтактной) схеме. Блоки питания с накапливающими энергию трансформаторами (обратноходовая схема) естественно ограничены по мощности габаритами трансформатора и потому применяются значительно реже. Гораздо чаще встречается схема прямоходового однотактного преобразователя, которая не так ограничена по массо-габаритным показателям. При этом используются те же м/с, что и в обратноходовом преобразователе.

## Устройство (схемотехника)

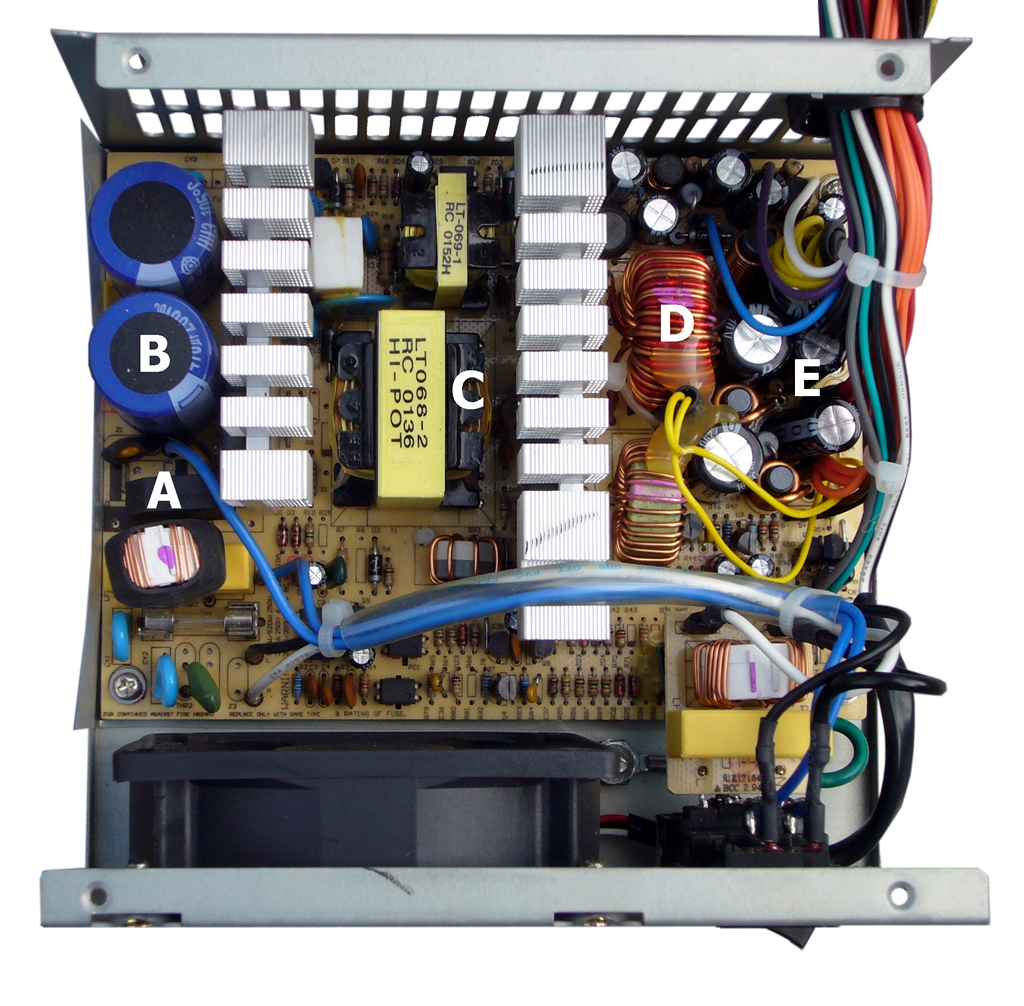
Импульсный блок питания компьютера (ATX) со снятой крышкой: A — входной диодный выпрямитель, ниже виден входной фильтр; B — входные сглаживающие конденсаторы, правее виден радиатор высоковольтных транзисторов; C — импульсный трансформатор, правее виден радиатор низковольтных диодных выпрямителей; D — дроссель групповой стабилизации; E — конденсаторы выходного фильтра

Широко распространённая схема импульсного источника питания состоит из следующих частей:
Входные цепи
- Входной фильтр, предотвращающий распространение импульсных помех в питающую сеть[2]. Также входной фильтр уменьшает бросок тока заряда электролитических конденсаторов при включении БП в сеть (это может привести к повреждению входного выпрямительного моста).
- В качественных моделях — пассивный (в дешёвых) либо активный корректор мощности (PFC), снижающий нагрузку на питающую сеть.
- Входной выпрямительный мост, преобразующий переменное напряжение в постоянное пульсирующее.
- Конденсаторный фильтр, сглаживающий пульсации выпрямленного напряжения.
- Отдельный маломощный блок питания, выдающий +5 В дежурного режима материнской платы и +12 В для питания микросхемы преобразователя самого БП. Обычно он выполнен в виде обратноходового преобразователя на дискретных элементах (либо с групповой стабилизацией выходных напряжений через оптрон плюс регулируемый стабилитрон TL431 в цепи ОС, либо линейными стабилизаторами 7805/7812 на выходе) или же (в топовых моделях) на микросхеме типа TOPSwitch.

Преобразователь
- Полумостовой преобразователь на двух биполярных транзисторах.
- Схема управления преобразователем и защиты компьютера от превышения/снижения питающих напряжений, обычно на специализированной микросхеме (TL494, UC3844, KA5800, SG6105 и пр.).
- Импульсный высокочастотный трансформатор, который служит для формирования необходимых номиналов напряжения, а также для гальванической развязки цепей (входных от выходных, а также, при необходимости, выходных друг от друга). Пиковые напряжения на выходе высокочастотного трансформатора пропорциональны входному питающему напряжению и значительно превышают требуемые выходные.
- Цепи обратной связи, которые поддерживают стабильное напряжение на выходе блока питания.
- Формирователь напряжения PG (от англ. Power is Good, «напряжение в норме»), обычно на отдельном ОУ.

Выходные цепи
- Выходные выпрямители. Положительные и отрицательные напряжения (5 и 12 В) используют одни и те же выходные обмотки трансформатора, с разным направлением включения диодов выпрямителя. Для снижения потерь, при большом потребляемом токе, в качестве выпрямителей используют диоды Шоттки, обладающие малым прямым падением напряжения.
- Дроссель выходной групповой стабилизации. Дроссель сглаживает импульсы, накапливая энергию между импульсами с выходных выпрямителей. Вторая его функция — перераспределение энергии между цепями выходных напряжений. Так, если по какому-либо каналу увеличится потребляемый ток, что снизит напряжение в этой цепи, дроссель групповой стабилизации как трансформатор пропорционально снизит напряжение по другим выходным цепям. Цепь обратной связи обнаружит снижение напряжения на выходе и увеличит общую подачу энергии, что восстановит требуемые значения напряжений.
- Выходные фильтрующие конденсаторы. Выходные конденсаторы, вместе с дросселем групповой стабилизации интегрируют импульсы, тем самым получая необходимые значения напряжений, которые, благодаря дросселю групповой стабилизации, значительно ниже напряжений с выхода трансформатора.
- Один (на одну линию) или несколько (на несколько линий, обычно +5 и +3,3) нагрузочных резисторов 10-25 Ом, для обеспечения безопасной работы на холостом ходу.

Достоинства такого блока питания:
- Простая и проверенная временем схемотехника с удовлетворительным качеством стабилизации выходных напряжений.
- Высокий КПД (65—70 %). Основные потери приходятся на переходные процессы, которые длятся значительно меньшее время, чем устойчивое состояние. Больше всех греются диоды, выпрямляющие 5 и 12 вольт. Силовые транзисторы греются мало.
- Малые габариты и масса, обусловленные как малым выделением тепла на регулирующем элементе, так и малыми габаритами трансформатора, благодаря тому, что последний работает на высокой частоте.
- Малая металлоёмкость, благодаря чему мощные импульсные источники питания стоят дешевле трансформаторных, несмотря на бо́льшую сложность.
- Возможность подключения к сетям с широким диапазоном выбора напряжений и частот, или даже сетям постоянного тока. Благодаря этому возможна унификация техники, производимой для различных стран мира, а значит, и её удешевление при массовом производстве.

Недостатки полумостового блока питания на биполярных транзисторах:
- При построении схем силовой электроники использование биполярных транзисторов в качестве ключевых элементов снижает общий КПД устройства[3]. Управление биполярными транзисторами требует значительных затрат энергии. 
Всё больше компьютерных блоков питания строится на более дорогих мощных MOSFET. Схемотехника таких компьютерных блоков питания реализована как в виде полумостовых схем, так и однотактных прямоходовых преобразователей. Для удовлетворения массогабаритных требований к компьютерному блоку питания в прямоходовых преобразователях используются значительно более высокие частоты преобразования (100—150 кГц).
- Большое количество намоточных изделий, индивидуально разрабатываемых для каждого типа блоков питания. Такие изделия снижают технологичность изготовления БП.
- Во многих случаях недостаточная стабилизация выходного напряжения по каналам. Дроссель групповой стабилизации не позволяет с высокой точностью обеспечивать значения напряжений во всех каналах. Этот недостаток присущ как к схемам на биполярных, так и на полевых транзисторах, двухтактной и однотактной топологии. Более дорогие, а также мощные современные блоки питания формируют напряжения ±5 и 3,3 В с помощью вторичных преобразователей из канала 12 В.

Принципиальная схема БП персонального компьютера

Система охлаждения

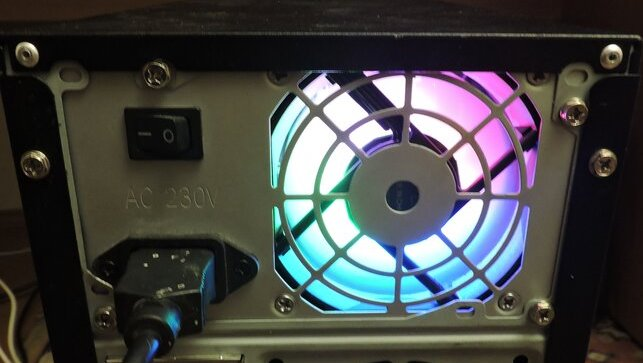
Блок питания с 80-мм вентилятором, работающим на выдув

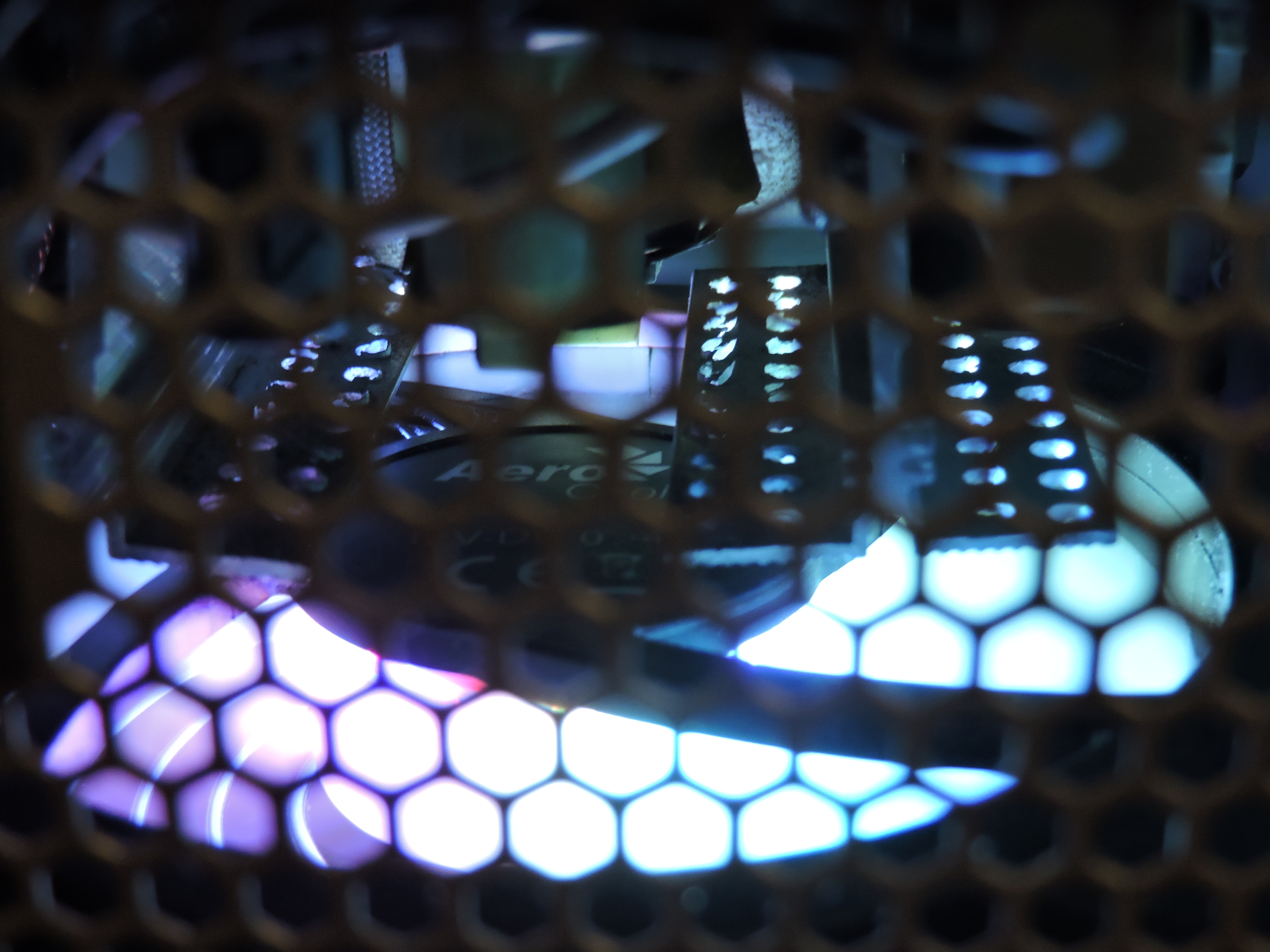
Вид через заднюю вентиляционную решётку блока питания компьютера. Внизу расположен 120-мм вентилятор (с подсветкой), работающий на вдув и постоянно обдувающий радиаторы охлаждения высоковольтных транзисторов и низковольтного диодного выпрямителя, находящиеся над ним. Нагретый воздух удаляется наружу через эту решётку

В процессе работы блок питания нагревается. Одними из наиболее нагруженных его компонентов являются высоковольтные транзисторы и низковольтные диодные выпрямители, выделяющие значительное количество тепла. Поэтому на них установлены радиаторы охлаждения. Кроме того, БП имеет вентилятор. В зависимости от исполнения, он может иметь либо задний вентилятор, диаметром 80 мм, либо нижний, диаметром 120 мм. Задний вентилятор расположен на его задней стенке у гнезда шнура питания и работает на выдув; нижний вентилятор работает на вдув и расположен на съёмном кожухе, прикреплённом винтами к корпусу БП. На стенках корпуса такого БП, расположенных во внутреннем пространстве корпуса системного блока расположены отверстия, через которые засасывается холодный воздух в БП. 120-мм вентилятор расположен во внутреннем пространстве корпуса системного блока. Задняя стенка такого БП выполнена в виде решётки, через которую выходит нагретый воздух. Вентиляторы подключаются к соответствующему разъёму на плате БП (иногда вентиляторы подключены к плате БП неразъёмным способом при помощи пайки). Иногда для украшения штатные вентиляторы БП заменяются на вентиляторы с подсветкой. В этом случае их часто подключить непосредственно к плате БП проблематично. Поэтому провода таких вентиляторов выводят вместе с другими проводами наружу и подключают штекеры либо к соответствующему разъёму материнской платы, либо к одному из свободных разъёмов питания БП (обычно Molex, всё зависит от штекера вентилятора).

## Разъёмы БП / потребителей питания

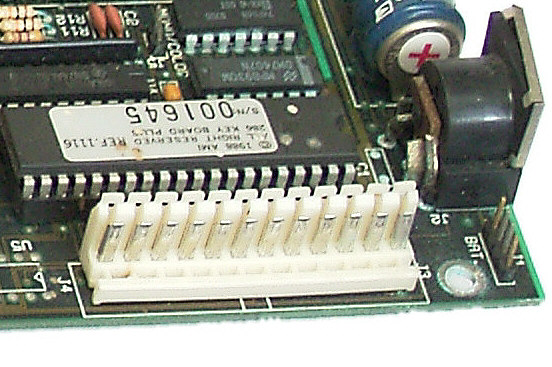

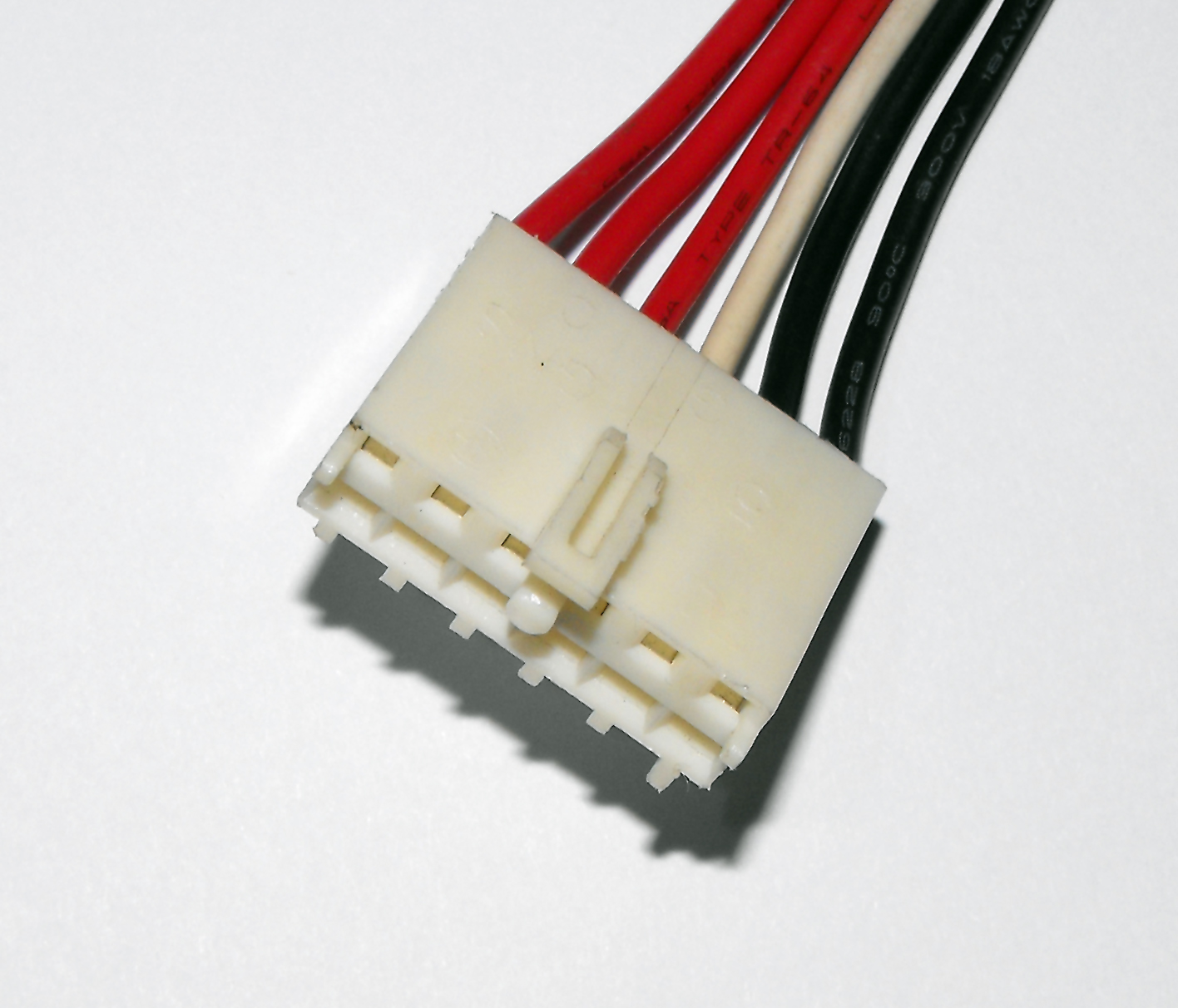
Один из двух шестиконтактных разъёмов питания AT

Блок питания стандарта AT подключается к материнской плате двумя шестиконтактными разъёмами, включающимися в один 12-контактный разъём на материнской плате. К разъёмам от блока питания идут разноцветные провода, и правильным является подключение, когда контакты разъёмов с чёрными проводами сходятся в центре разъёма материнской платы. Цоколёвка AT-разъёма на материнской плате следующая:
| 1  | 2      | 3    | 4    | 5     | 6     | 7     | 8     | 9   | 10  | 11  | 12  |
|    | -      |      |      |       |       |       |       |     |     |     |     |
| PG | пустой | +12V | -12V | общий | общий | общий | общий | -5V | +5V | +5V | +5V |

### ATX

20-контактный разъём ATX (вид на материнскую плату)

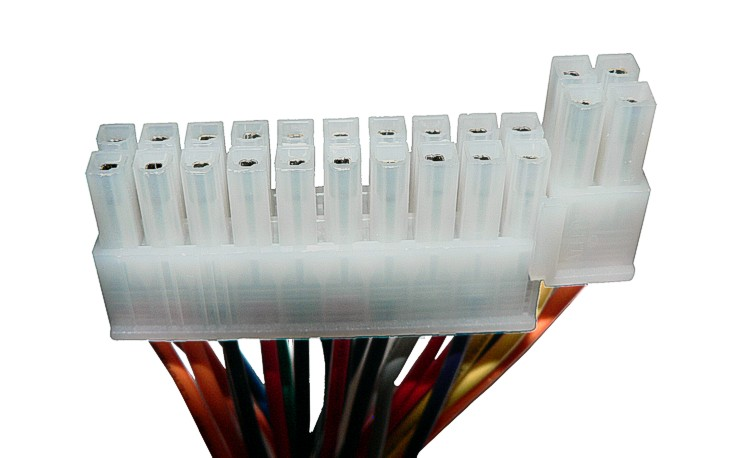
У 24-контактного ATX разъёма последние 4 контакта могут быть съёмными для обеспечения совместимости с 20-контактным гнездом на материнской плате

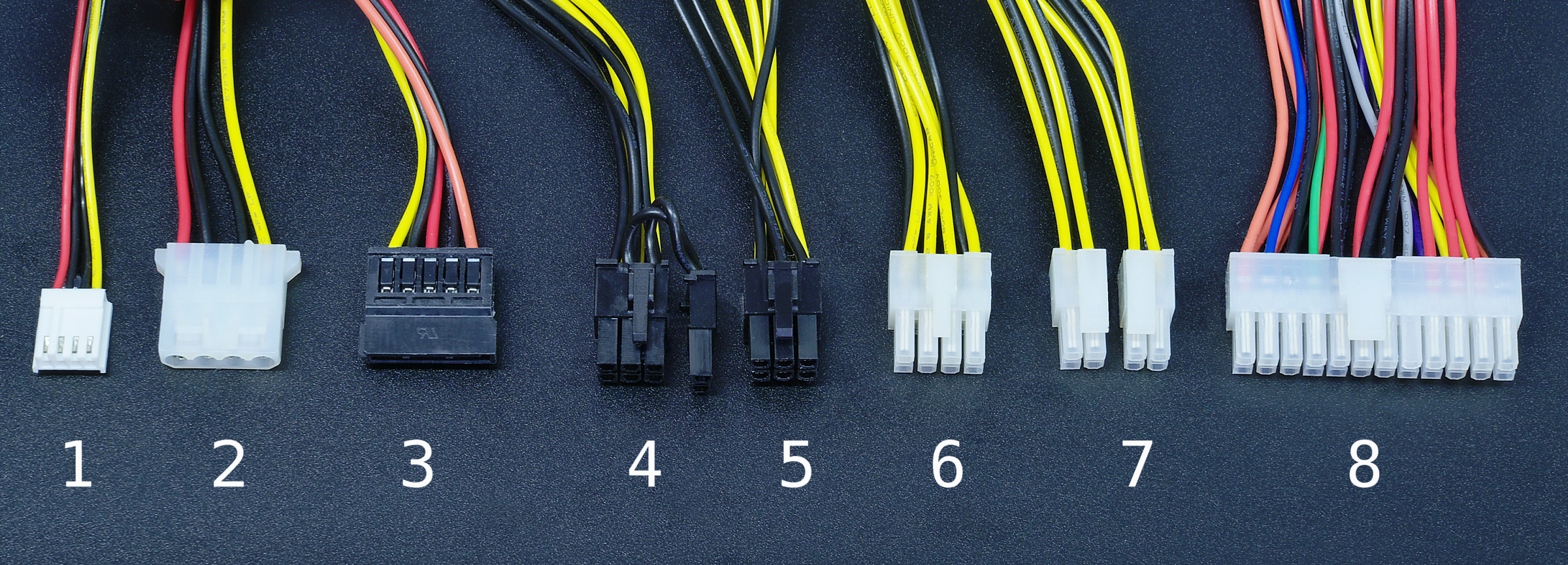
Вилки шлейфов питания (из блока питания), без переходников и адаптеров
1) AMP 171822-4 мини-размера для питания 5 и 12 вольтами периферийного устройства (обычно, дисковод). В американской терминологии штырьковый разъём на стороне дисковода схемотехнически обозначается как LP4, а сам тип таких разъёмов носит название Berg connector.
2) Molex обычного размера (molex 8981).
3) 5-контактные разъёмы MOLEX 88751 для питания устройства с интерфейсом SATA: корпус MOLEX 675820000 или эквивалентный с контактами Molex 675810000 или эквивалентными.
4) «PCIe8connector» для питания видеокарты, расщепляемый на «PCIe6connector» (для питания видеокарты).
5) «PCIe6connector» для питания видеокарты.
6) «EPS12V» (Entry-Level Power Supply Specification) для питания процессора.
7) «ATX PS 12V» («P4 power connector») для питания процессора.
8) «ATX12V» основного питания материнской платы: MOLEX 39-01-2040 или эквивалентная с контактами Molex 44476-1112 (HCS) или эквивалентными.
Примечание: в связи с приобретениями, слияниями и продажами, название фирмы и разъёмов (Molex, AMP, Tyco International) соответственно менялось.

- 20-контактный разъём основного питания +12V1DCV использовался с первыми материнскими платами форм-фактора ATX, до появления материнских плат с шиной PCI-Express.
- 24-контактный разъём основного питания +12V1DC (вилка типа MOLEХ 24 Pin Molex Mini-Fit Jr. PN# 39-01-2240 (или эквивалентная) на стороне БП с контактами типа Molex 44476-1112 (HCS) (или эквивалентная); розетка ответной части на материнской плате типа Molex 44206-0007 (или эквивалентная)) создан для поддержки материнских плат с шиной PCI Express, потребляющей 75 Вт[5]. Большинство материнских плат, работающих на ATX12V 2.0, поддерживают также блоки питания ATX v1.x (4 контакта остаются незадействованными), для этого некоторые производители делают колодку новых четырёх контактов отстёгивающейся.

| Цвет | Сигнал     | Контакт | Контакт | Сигнал       | Цвет       |
| --- | ---------- | ------- | ------- | ------------ | ---------- |
| Оранжевый | +3.3 V     | 1       | 13      | +3.3 V       | Оранжевый  |
| Оранжевый | +3.3 V     | 1       | 13      | +3.3 V sense | Коричневый |
| Оранжевый | +3.3 V     | 2       | 14      | −12 V        | Синий      |
| Чёрный | Земля      | 3       | 15      | Земля        | Чёрный     |
| Красный | +5 V       | 4       | 16      | Power on     | Зелёный    |
| Чёрный | Земля      | 5       | 17      | Земля        | Чёрный     |
| Красный | +5 V       | 6       | 18      | Земля        | Чёрный     |
| Чёрный | Земля      | 7       | 19      | Земля        | Чёрный     |
| Серый | Power good | 8       | 20      | −5 V         | Белый      |
| Фиолетовый | +5 VSB     | 9       | 21      | +5 V         | Красный    |
| Жёлтый | +12 V      | 10      | 22      | +5 V         | Красный    |
| Жёлтый | +12 V      | 11      | 23      | +5 V         | Красный    |
| Оранжевый | +3.3 V     | 12      | 24      | Земля        | Чёрный     |
| - Три затенённых контакта (8, 13 и 16) — сигналы управления, а не питания. - «Power On» подтягивается на резисторе до уровня +5 Вольт внутри блока питания, и должен быть низкого уровня для включения питания. - «Power good» держится на низком уровне, пока на других выходах ещё не сформировано напряжение требуемого уровня. - Провод «+3.3 V sense» используется для компенсации падения напряжения на проводе путём контроля напряжения в самом разъёме ATX, а не на плате блока питания, как остальные напряжения. |            |         |         |              |            |
| Контакт 20 (и белый провод) используется для обеспечения −5 В постоянного тока в ATX и ATX12V версии до 1.2. Это напряжение не является обязательным уже в версии 1.2 и полностью отсутствует в версиях 1.3 и старше. |            |         |         |              |            |
| В 20-контактной версии правые контакты нумеруются с 11 по 20. |            |         |         |              |            |
| Провод +3.3 VDC оранжевого цвета и отводка +3.3 V sense коричневого цвета, подключенные к 13-му контакту, имеют толщину 22 AWG; все остальные — 18 AWG |            |         |         |              |            |

Разъёмы и вилки ATX PS 12V (P4 power connector)
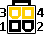
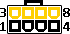
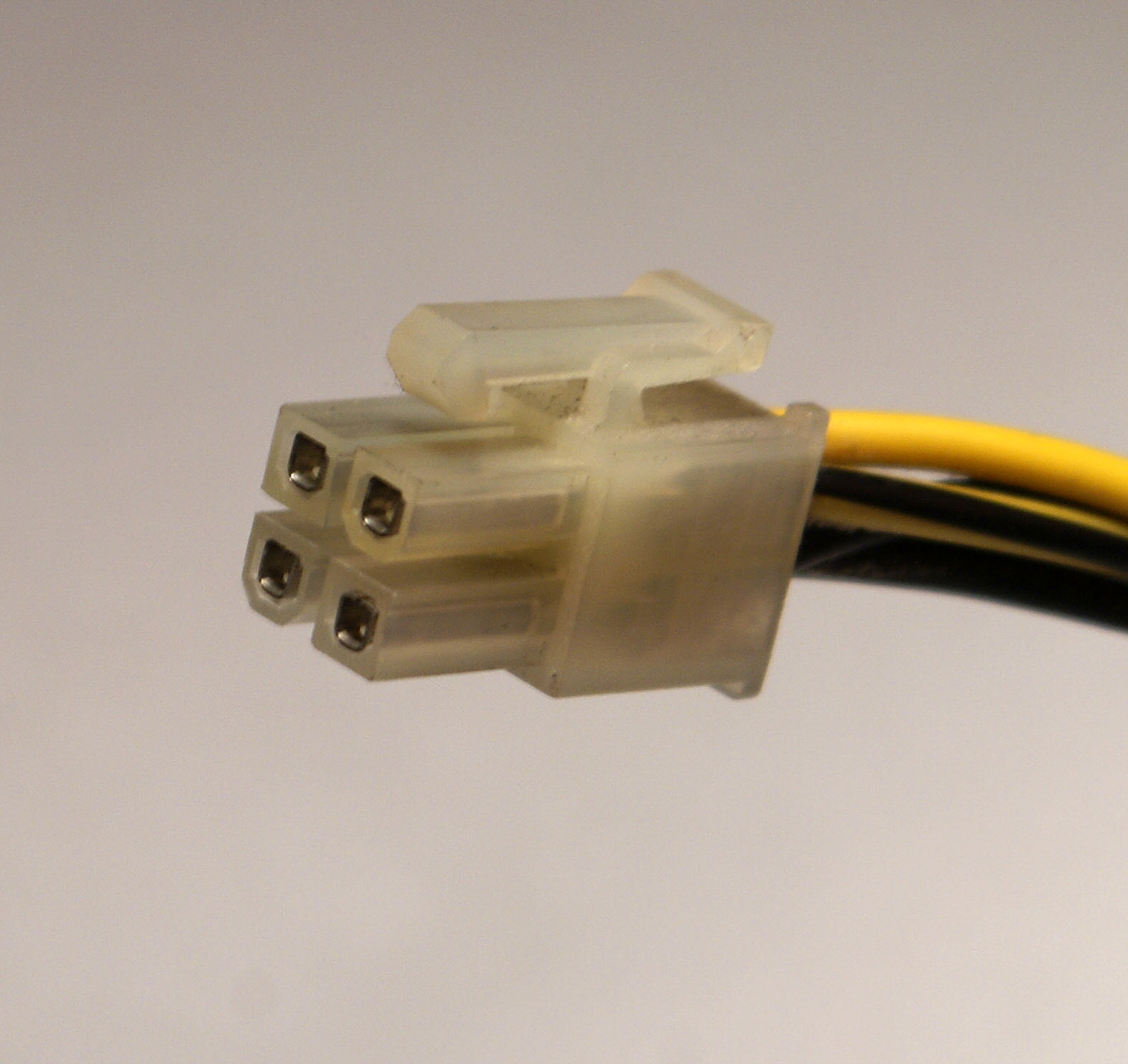
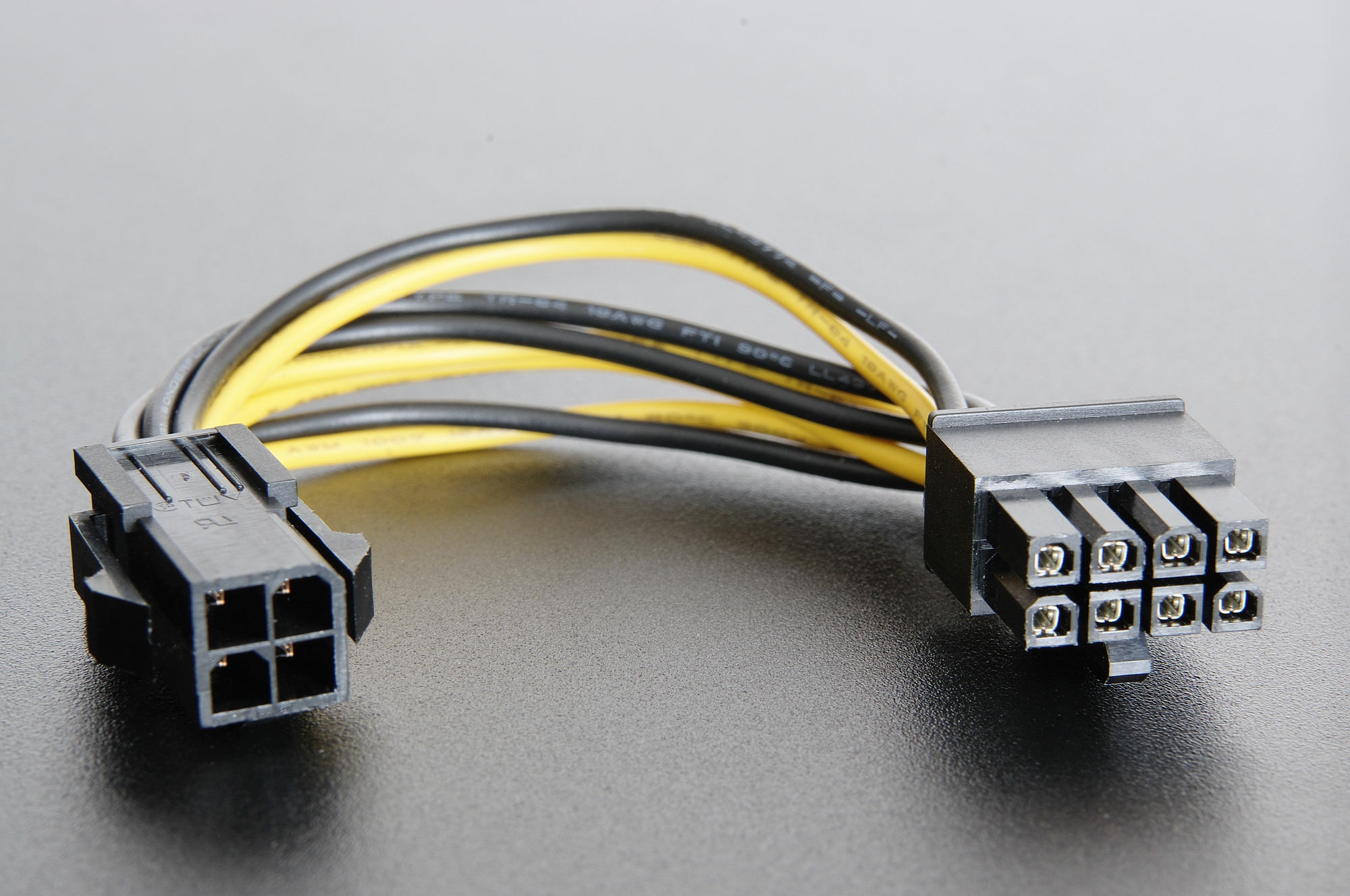
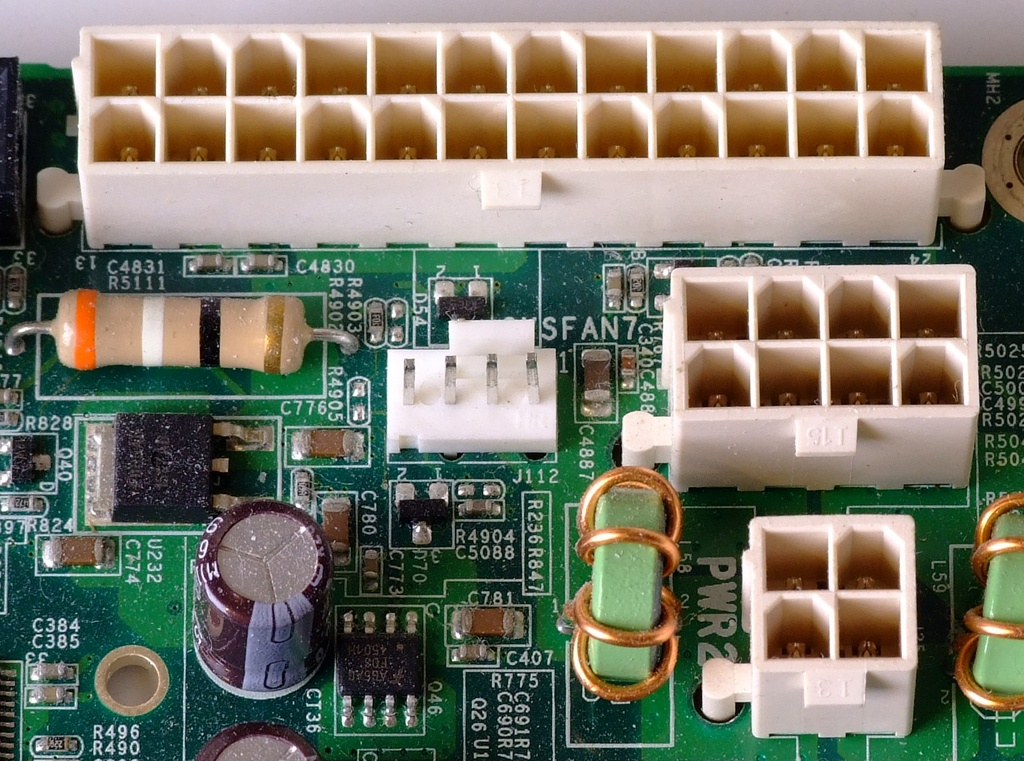

PCIe6connector/PCIe8connector для дополнительного питания мощных видеокарт
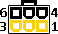
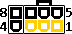

Также на БП размещаются:
- 4-контактный разъём «ATX12V» (именуемый также «P4 power connector») — вспомогательный разъём для питания процессора: розетка типа MOLEX 39-01-2040 или эквивалентная с контактами Molex 44476-1112 (HCS) или эквивалентными; вилка ответной части на материнской плате типа Molex 39-29-9042 или эквивалентная. Провод толщиной 18 AWG.
 В случае построения высокопотребляемой системы (свыше 700 Вт), расширяется до «EPS12V» (англ. Entry-Level Power Supply Specification) — 8-контактного вспомогательного разъёма для питания материнской платы и процессора 12 В[8];
- 4-контактный разъём для дисковода с контактами AMP 171822-4 или эквивалентными. Провод толщиной 20 AWG;
- 4-контактный разъём для питания периферийного устройства типа жёсткого диска или оптического накопителя с интерфейсом PATA: вилка типа MOLEХ 8981-04P или эквивалентная с контактами AMP 61314-1 или эквивалентными. Провод толщиной 18 AWG.
- 5-контактные разъёмы MOLEX 88751 для подключения питания SATA-устройств состоит из корпуса типа MOLEX 675820000 или эквивалентного с контактами Molex 675810000 или эквивалентными[4];
- 6-, 8- или 16-контактные разъёмы для питания PCI Express x16 видеокарт.

В конце 2000-х годов для монтажа кабелей стал применяться модульный принцип, когда из корпуса БП выходит лишь основной 24(20+4)-контактный кабель и 4+4-контактный кабель питания EPS12V для материнской платы ATX12V/EPS12V, прочие же кабели для периферии выполняются съёмными, на разъёмах.

## Стандарты массово выпускаемых БП

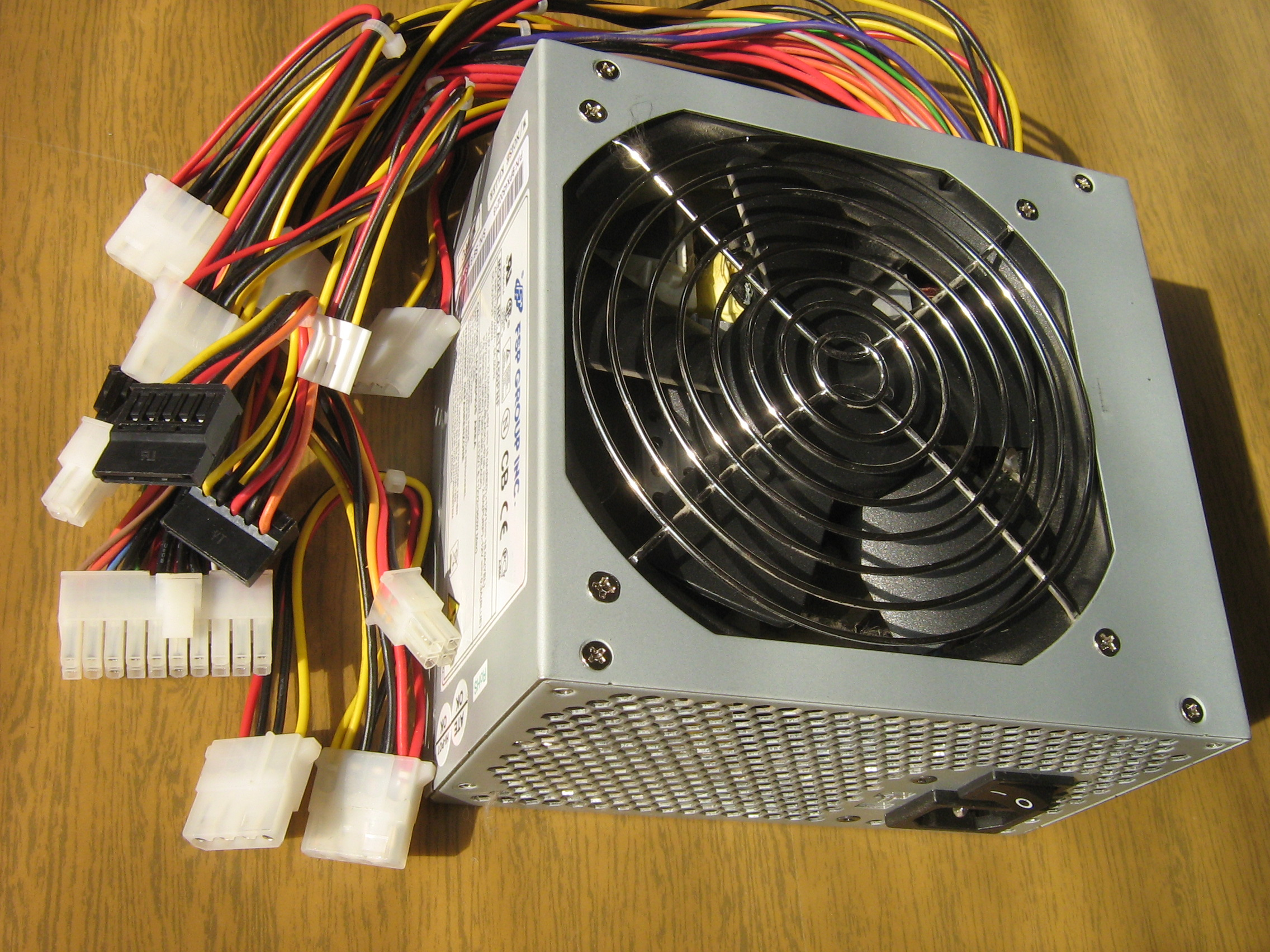
Классический импульсный блок питания массового персонального компьютера мощностью 450 Вт (FSP ATX-450PNF). Его 120-мм вентилятор работает на вдув
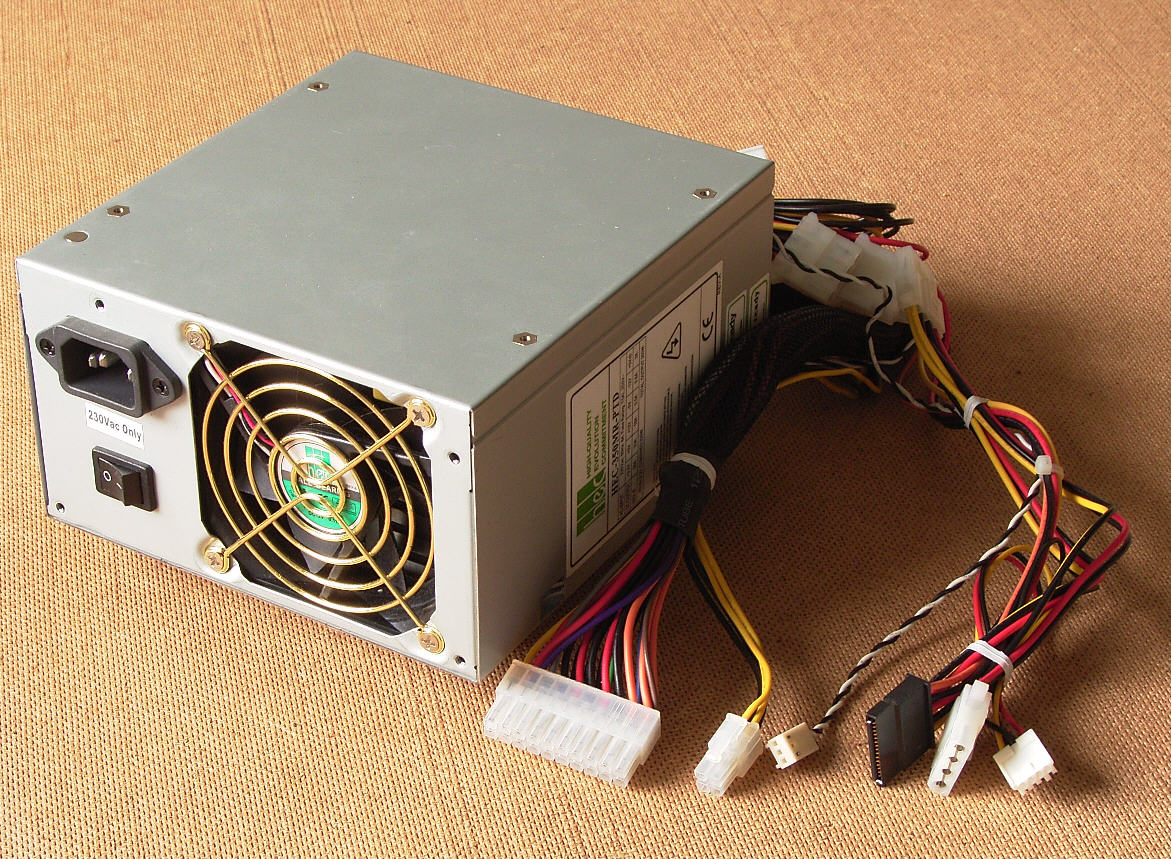
Классический импульсный блок питания массового персонального компьютера с 80-мм вентилятором, работающим на выдув
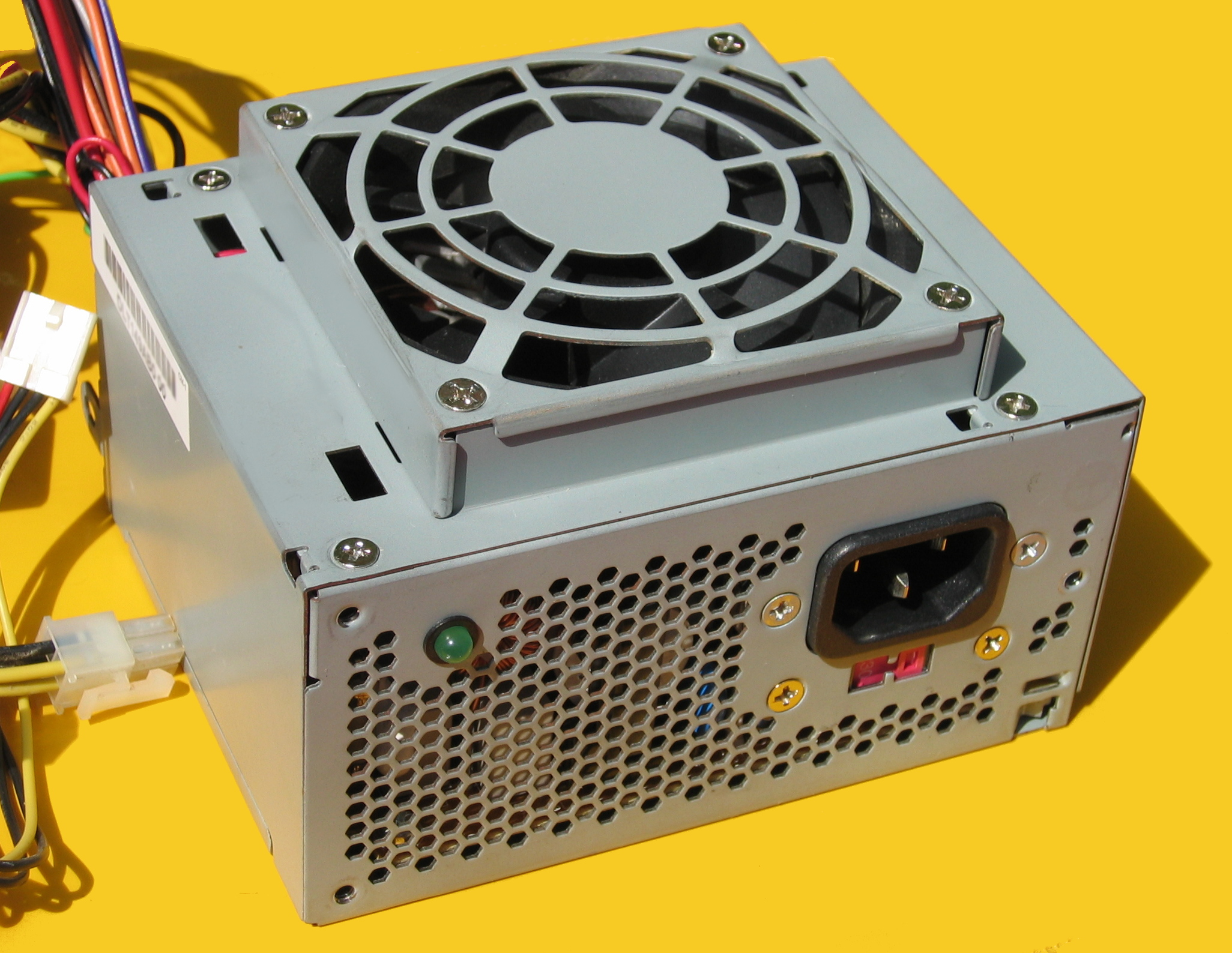
БП форм-фактора SFX
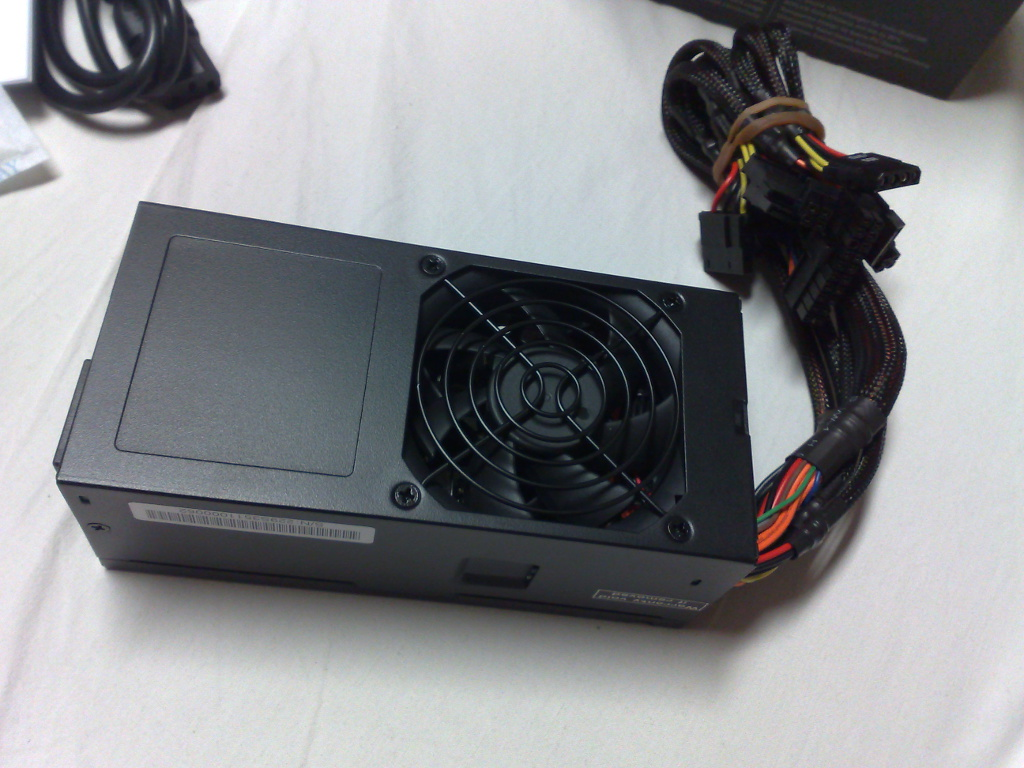
БП форм-фактора TFX
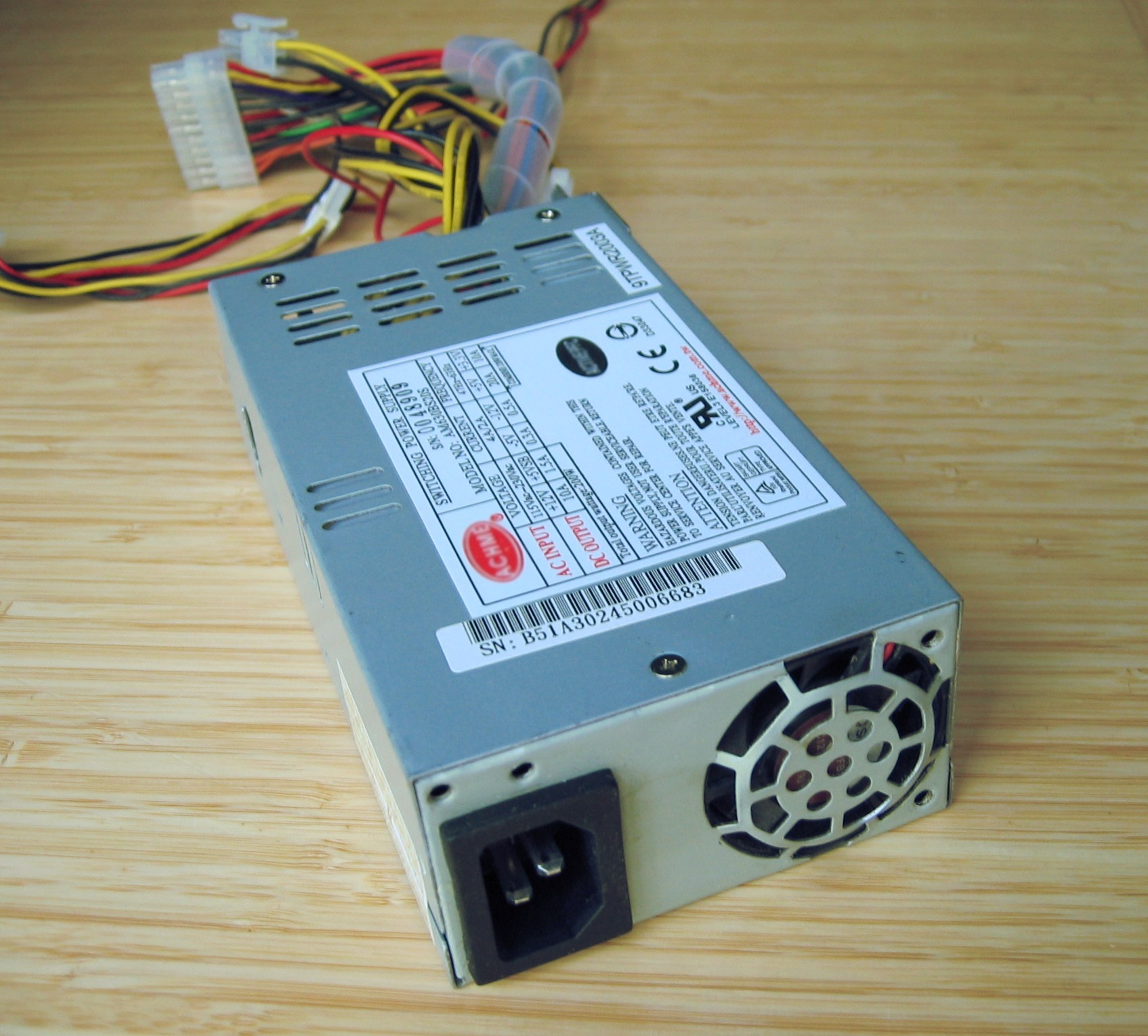
БП форм-фактора Flex-ATX
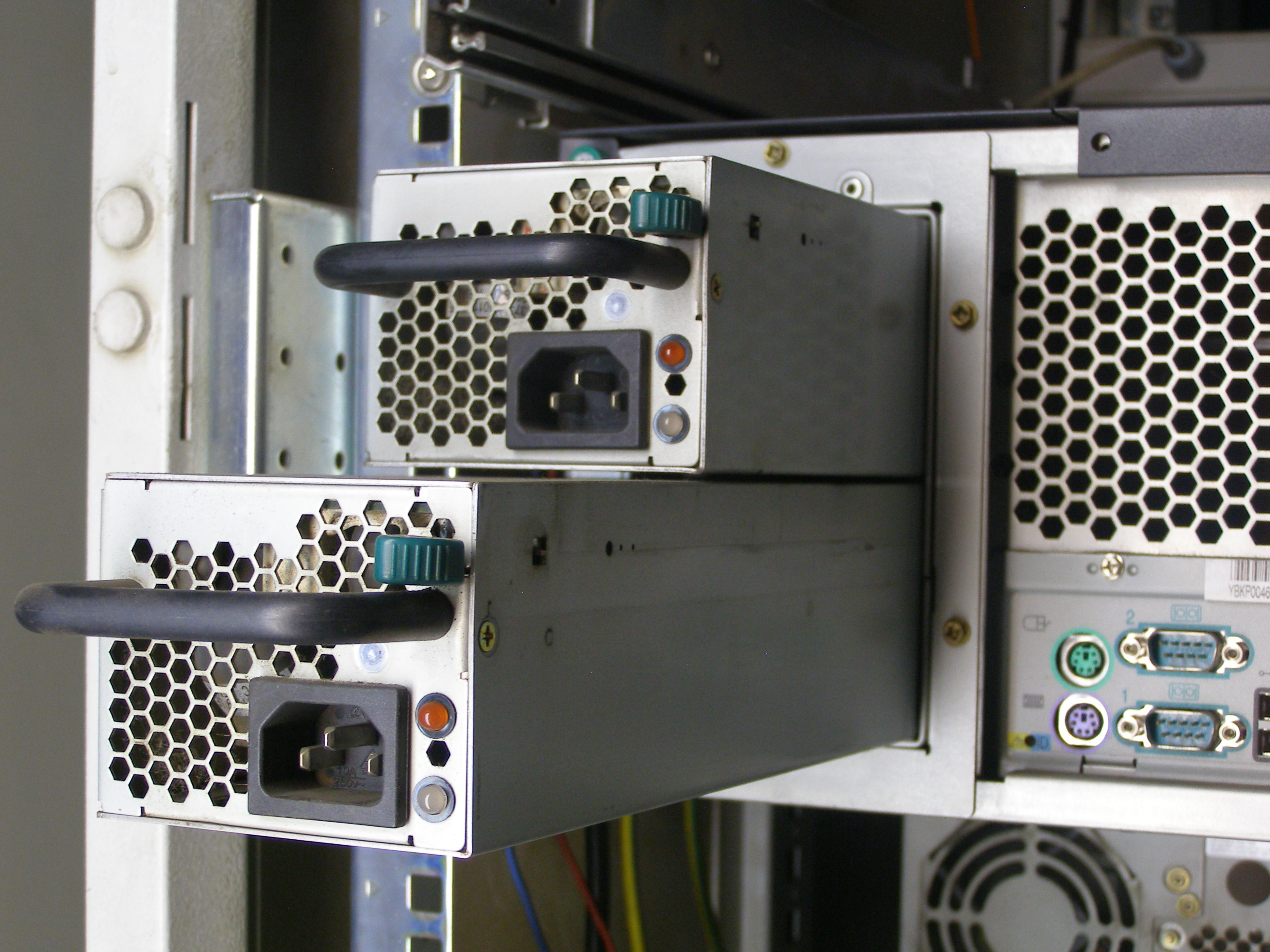
Дублирование блока питания с поддержкой горячей замены в отказоустойчивом сервере
Блок питания ноутбука ASUS. Аналогичный вид имеют блоки питания и для других моделей.

### AT (устаревший)
В блоках питания у компьютеров форм-фактора AT выключатель питания разрывает силовую цепь и обычно вынесен на переднюю панель корпуса отдельными проводами; питание дежурного режима с соответствующими цепями отсутствует в принципе. Однако почти все материнские платы стандарта АТ+ATX имели выход управления блоком питания, а блоки питания, в то же время, вход, позволяющий материнской плате стандарта АТ управлять им (включать и выключать).

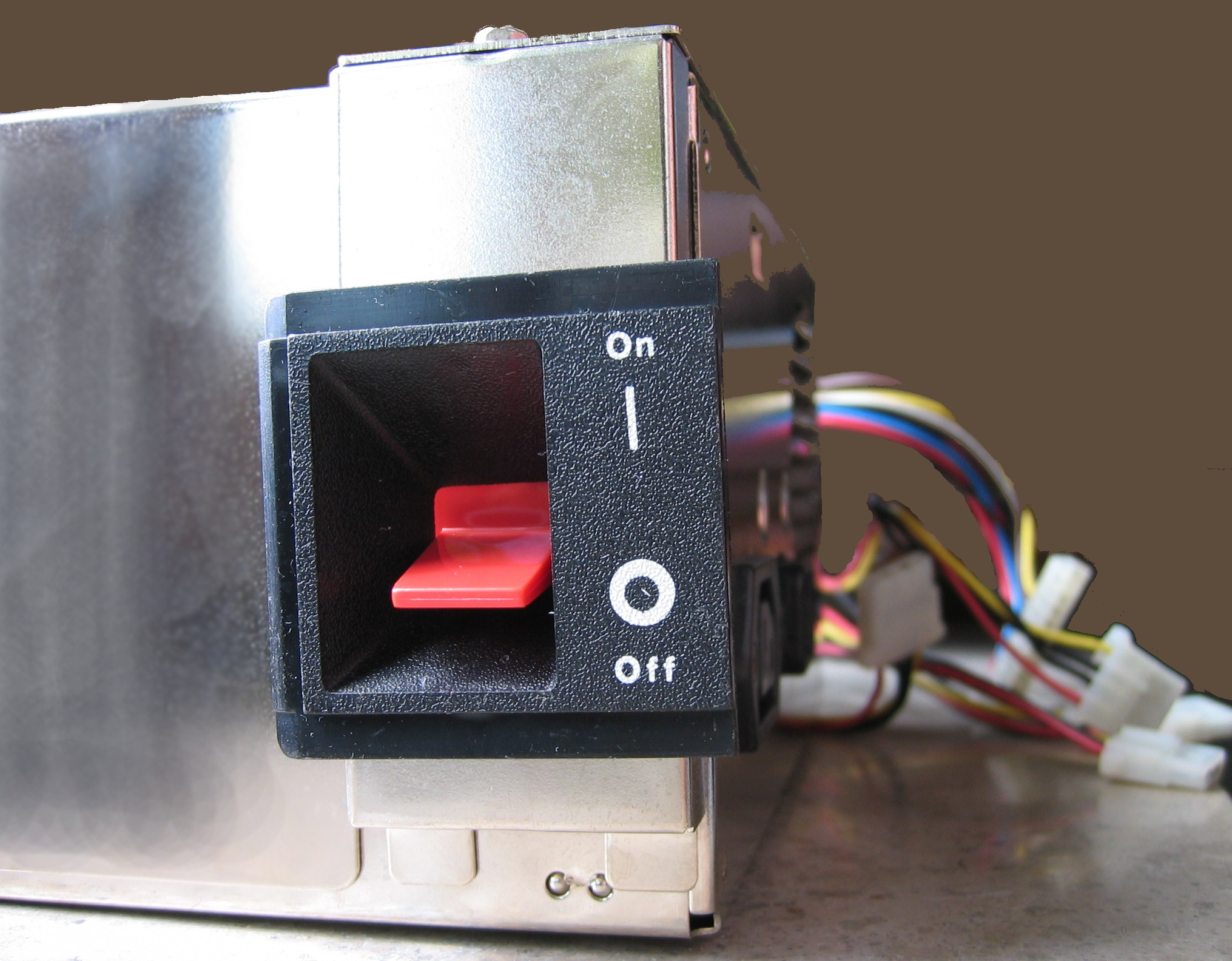
В БП компьютеров типа IBM PC/XT имелся выключатель, входивший непосредственно в конструкцию.
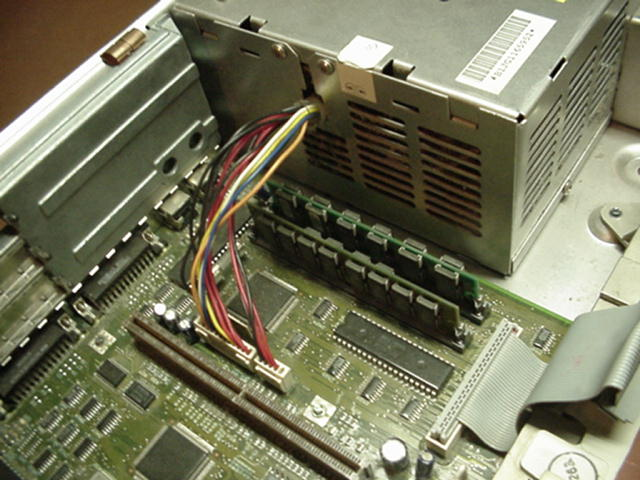
БП, подключенный в IBM PS/2 Model 55 SX

### ATX (современный)
| Выход    | Допуск | Минимум | Номинальное | Максимум | Единица измерения |
| -------- | ------ | ------- | ----------- | -------- | ----------------- |
| +12V1DC  | ±5 %   | +11,40  | +12,00      | +12,60   | Вольт             |
| +12V2DC  | ±5 %   | +11,40  | +12,00      | +12,60   | Вольт             |
| +5 VDC   | ±5 %   | +4,75   | +5,00       | +5,25    | Вольт             |
| +3.3 VDC | ±5 %   | +3,14   | +3,30       | +3,47    | Вольт             |
| −12 VDC  | ±10 %  | −10,80  | −12,00      | −13,20   | Вольт             |
| +5 VSB   | ±5 %   | +4,75   | +5,00       | +5,25    | Вольт             |

1. ↑  На пиковой нагрузке +12 VDC диапазон выходного напряжения +12 VDC может колебаться в пределах ± 10%.
2. ↑  Минимальное напряжение уровнем 11,0 VDC во время пиковой нагрузки по +12 V2DC.
3. ↑  Выдержка в диапазоне требуется разъёму основного питания материнской платы и разъёму питания SATA.

Повышены требования к +5 VDС — теперь БП должен отдавать ток не менее 12 А (+3,3 VDC — 16,7 А соответственно, но при этом совокупная мощность не должна превышать 61 Вт) для типовой системы потребления мощностью 160 Вт. Выявился перекос выходной мощности: раньше основным был канал +5 В, теперь были продиктованы требования по максимальному току +12 В. Требования были обусловлены дальнейшим ростом мощности комплектующих (в основном, видеокарты), чьи требования не могли быть удовлетворены линиями +5 В из-за очень больших токов в этой линии.
| Выход    | Минимум | Номинальное | Максимум | Единица измерения |
| -------- | ------- | ----------- | -------- | ----------------- |
| +12VDC   | 1,0     | 9,0         | 11,0     | Ампер             |
| +5 VDC   | 0,3     | 12,0        | +5,25    | Ампер             |
| +3,3 VDC | 0,5     | 16,7        |          | Ампер             |
| −12 VDC  | 0,0     | 0,3         |          | Ампер             |
| +5 VSB   | 0,0     | 1,5         | 2,0      | Ампер             |

| Выход    | Минимум | Номинальное | Максимум | Единица измерения |
| -------- | ------- | ----------- | -------- | ----------------- |
| +12VDC   | 1,0     | 13,0        | 15,0     | Ампер             |
| +5 VDC   | 0,3     | 10,0        | +5,25    | Ампер             |
| +3,3 VDC | 0,5     | 16,7        |          | Ампер             |
| −12 VDC  | 0,0     | 0,3         |          | Ампер             |
| +5 VSB   | 0,0     | 1,5         | 2,0      | Ампер             |

| Выход    | Минимум | Номинальное | Максимум | Единица измерения |
| -------- | ------- | ----------- | -------- | ----------------- |
| +12VDC   | 1,0     | 15,0        | 17,0     | Ампер             |
| +5 VDC   | 0,3     | 12,0        |          | Ампер             |
| +3,3 VDC | 0,5     | 12,0        |          | Ампер             |
| −12 VDC  | 0,0     | 0,3         |          | Ампер             |
| +5 VSB   | 0,0     | 2,0         | 2,5      | Ампер             |

| Выход    | Минимум | Номинальное | Максимум | Единица измерения |
| -------- | ------- | ----------- | -------- | ----------------- |
| +12 VDC  | 1,0     | 18,0        | 18,0     | Ампер             |
| +5 VDC   | 1,0     | 16,0        | 19       | Ампер             |
| +3,3 VDC | 0,5     | 12,0        |          | Ампер             |
| −12 VDC  | 0,0     | 0,4         |          | Ампер             |
| +5 VSB   | 0,0     | 2,0         | 2,5      | Ампер             |

1. 1 2  Совокупная мощность по линиям +3,3 VDC и +5 VDC не должна превысить 61 Вт
2. 1 2  Совокупная мощность по линиям +3.3 VDC и +5 VDC не должна превысить 63 Вт
3. 1 2  Совокупная мощность по линиям +3,3 VDC и +5 VDC не должна превысить 80 Вт
4. 1 2  Совокупная мощность по линиям +3,3 VDC и +5 VDC не должна превысить 125 Вт

## Блоки питания ноутбуков
Блок питания для ноутбука (и прочих мобильных компьютеров) применяется как для зарядки его аккумуляторной батареи (АКБ), так и для обеспечения работы без аккумулятора. По типу исполнения БП ноутбука чаще всего представляет собой внешний блок. Ввиду того, что электрические характеристики различных моделей ноутбуков могут сильно различаться, на внешние блоки питания пока нет единого стандарта, и их блоки питания, как правило, не взаимозаменяемы. Существует инициатива по стандартизации блоков питания для ноутбуков.
Особенности БП ноутбуков:
1. Производители ноутбуков используют различные разъёмы питания; их существует достаточно много типов, хотя широко распространённых всего несколько.
2. Различаются питающие напряжения: обычно это 18,5 В или 19 В, хотя встречаются варианты с напряжением 15 или 16 В (в осн. субноутбуки); 19,5 В; 20 В или даже 24 В (iBook).
3. Блоки питания отличаются максимальной выходной мощностью, выдавая ток 3,16 А (для старых типов); 3,42 A; 4,74 А; 6,3 А; 7,9 А, в зависимости от того, насколько мощный компьютер предполагается питать.

К замене блока питания ноутбука следует подходить с осторожностью (заменяющий должен иметь одинаковую полярность, разницу в питающем напряжении, не превышающую 0,5 В, и иметь достаточную мощность), иначе это может привести к выходу ноутбука из строя.
Выпускаются также универсальные блоки питания, рассчитанные на ноутбуки разных моделей и различных производителей. Такой БП имеет переключатель напряжения и набор сменных штекеров для подключения.

## Блоки питания для малогабаритных компьютеров
Появившиеся платы на чипсете Intel NM10 Express Chipset с впаянными процессорами семейства Atom (типа Intel BOXDN2800MT) не имеют привычного для материнских плат персональных компьютеров 24-контактных разъёмов: вместо этого плата запитывается через круглый разъём постоянным током извне. Изменяя комплектацию компьютера, выстраиваемого на базе такой материнской платы, можно в широких пределах варьировать требуемым питанием.

## Энергоэффективность блока питания и КПД
КПД «типового» блока питания, описанного выше, имеет величину порядка 65—70 %. Для получения бо́льших величин применяются специальные схемотехнические решения. КПД равен отношению мощности, выдаваемой для потребления компонентами компьютера, к мощности, потребляемой от сети. В характеристиках БП указана максимальная мощность, выдаваемая для потребления компонентами компьютера (то есть, чем ниже КПД, тем выше мощность, потребляемая от сети).

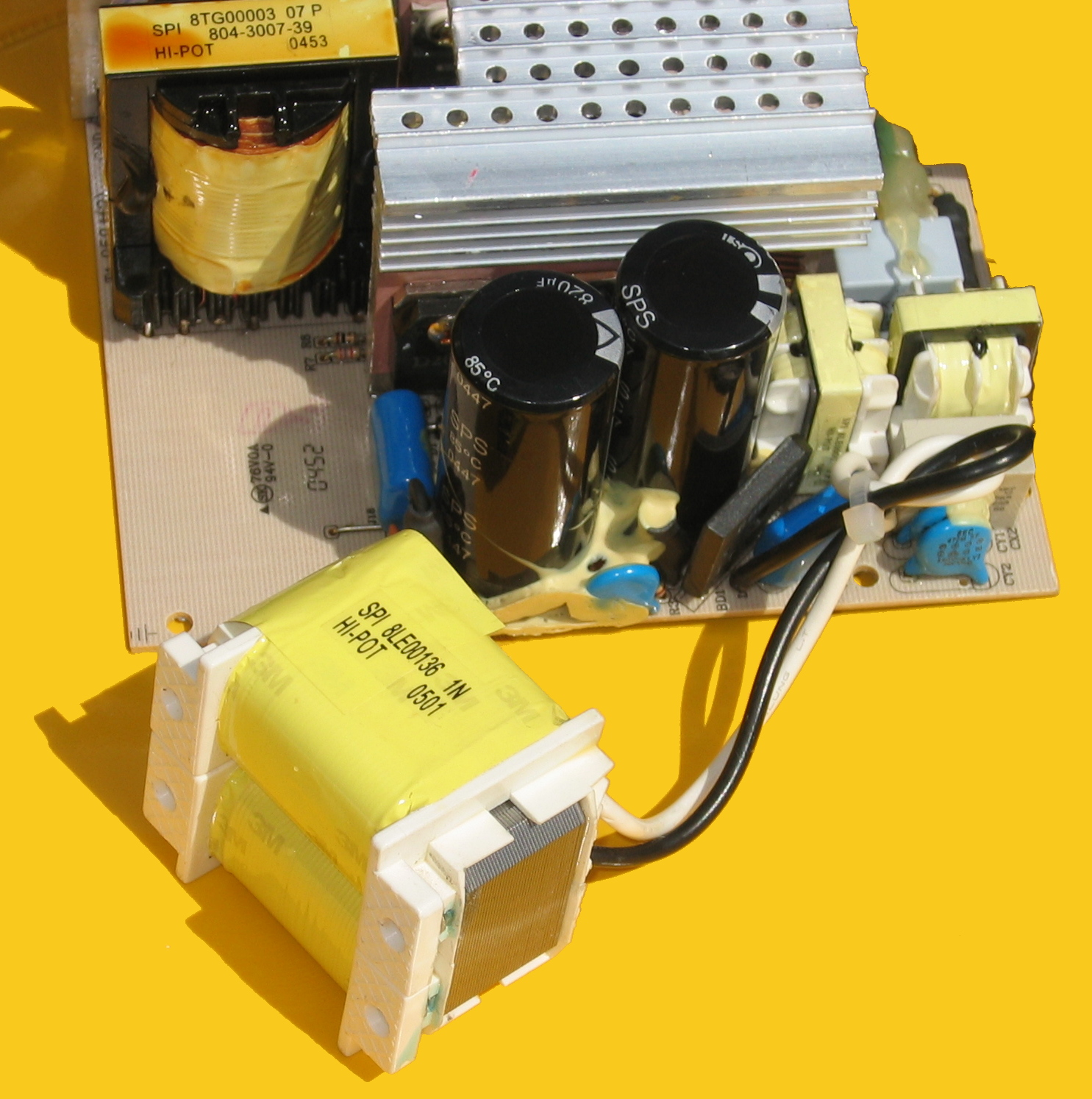
БП с компонентами пассивного PFC

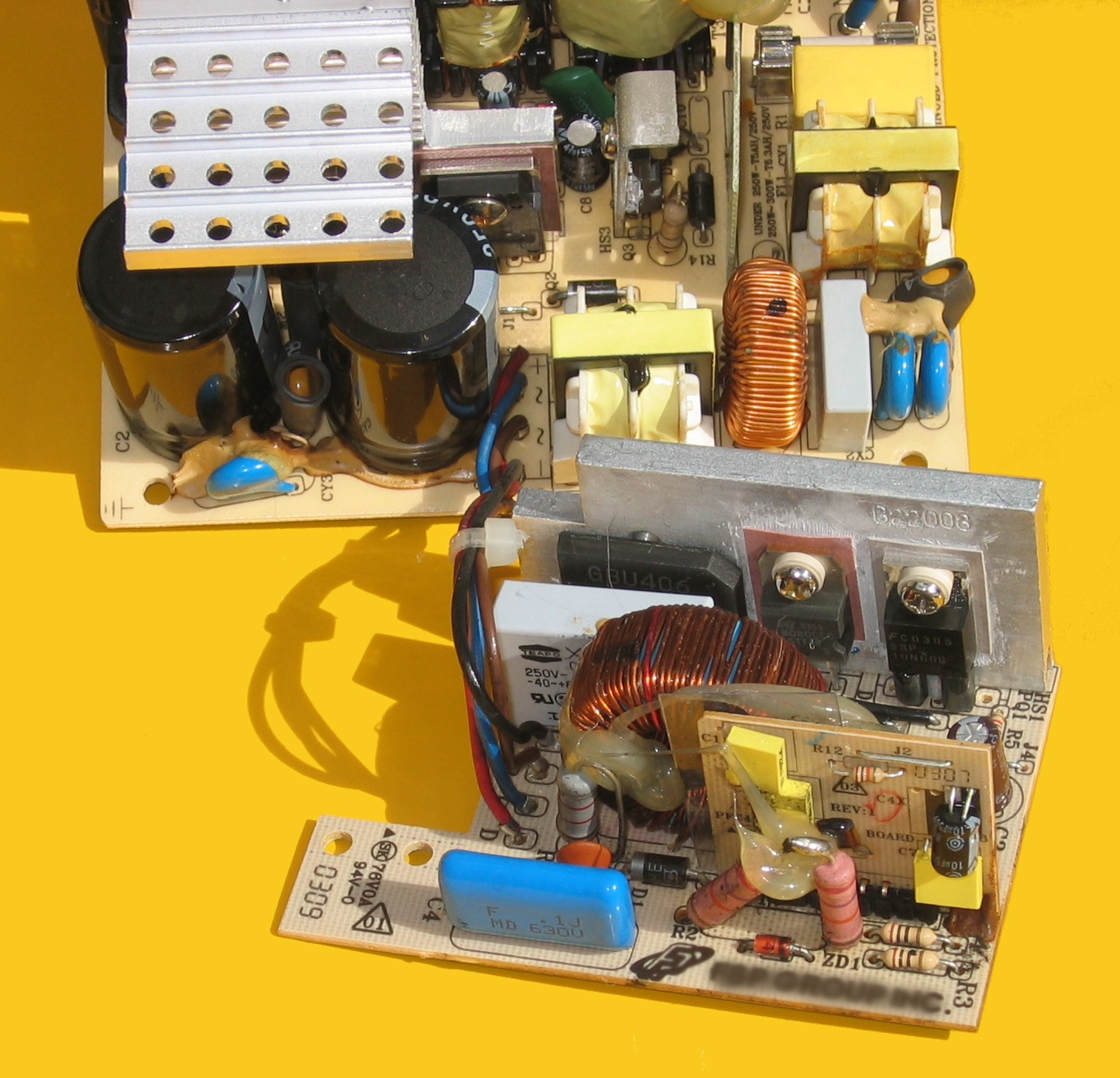
БП с компонентами активного PFC

Сертификация 80 PLUS (как часть принятого в 2007 году стандарта энергосбережения Energy Star 4.0) подразумевает сертификацию компьютерных блоков питания на соответствие определённым нормативам по эффективности энергопотребления: КПД БП должен быть не менее 80 % при 20, 50 и 100 % нагрузке относительно номинальной мощности БП, а коэффициент мощности должен быть 0,9 или выше при 100 % нагрузке.
И хотя первоначально сертификация по стандарту 80 PLUS проводилась только для использования в сетях с напряжением 115 В (которые распространены, к примеру, в США, но не на территории России), и поэтому КПД блоков питания, сертифицированных по стандарту 80 PLUS, может быть ниже 80 % в сетях 220/230 В, однако последующие уровни спецификации, начиная с 80 PLUS Bronze, сертифицировались и для применения в сетях 230 В.
Тем не менее, сертифицированные по стандарту 80 PLUS БП могут иметь КПД ниже 80 % при нагрузках менее 20 %, что достаточно важно, так как большинство ПК редко работают в режиме максимальной потребляемой мощности, а гораздо чаще простаивают. Также КПД может быть ниже заявленного в условиях эксплуатации БП при температуре, отличной от комнатной (при которой проводится сертификация).
В 2008 году к стандарту были добавлены уровни сертификации Bronze, Silver, Gold, в 2009 — Platinum, а в 2012 — Titanium.
Нормативный минимальный КПД сертифицированных БП представлен в таблице (КПД при 10%-ной нагрузке регулируется только для Titanium):
| Сертификат       | Нагрузка (от макс. мощности) | Нагрузка (от макс. мощности) | Нагрузка (от макс. мощности) | Нагрузка (от макс. мощности) |
| Сертификат       | 10 %                         | 20 %                         | 50 %                         | 100 %                        |
| ---------------- | ---------------------------- | ---------------------------- | ---------------------------- | ---------------------------- |
| 80 PLUS          | —                            | 80 %                         | 80 %                         | 80 %                         |
| 80 PLUS Bronze   | —                            | 81 %                         | 85 %                         | 81 %                         |
| 80 PLUS Silver   | —                            | 85 %                         | 89 %                         | 85 %                         |
| 80 PLUS Gold     | —                            | 88 %                         | 92 %                         | 88 %                         |
| 80 PLUS Platinum | —                            | 90 %                         | 94 %                         | 91 %                         |
| 80 PLUS Titanium | 90 %                         | 94 %                         | 96 %                         | 91 %                         |

Например, 600-ваттный блок питания, сертифицированный 80 PLUS Gold, при полной нагрузке будет потреблять от сети 660—682 вт, из которых 60-82 вт идёт на нагрев БП. Таким образом, БП с высоким КПД более устойчивы к перегреву и, как правило, имеют более тихую систему охлаждения.

### Потребляемая и рассеиваемая мощность
Мощность, отдаваемая в нагрузку БП, зависит от мощности компьютерной системы и варьируется в пределах от 50 Вт (встраиваемые платформы малых форм-факторов) до 2 кВт (наиболее высокопроизводительные рабочие станции, серверы или мощные игровые машины).
В случае построения кластера, расчёт необходимого количества подводимой энергии учитывает потребляемую кластером мощность, мощность систем охлаждения и вентиляции, КПД которых, в свою очередь, отличный от единицы.
По данным компании APC by Schneider Electric, на каждый Ватт потребляемой серверами мощности требуется обеспечение 1,06 Ватта систем охлаждения.
Особую важность грамотный расчёт имеет при создании центра хранения и обработки данных (ЦОД) с резервированием по формуле N+1.